# ماكوتو تامادا
ماكوتو تامادا هو متسابق دراجات نارية ياباني. نافس في بطولة العالم للسوبربايك وبطولة العالم للموتو جي بي.

## وصلات خارجية
- ماكوتو تامادا على موقع MotoGP.com (الإنجليزية)
- ماكوتو تامادا على موقع WorldSBK.com (الإنجليزية)

- الموقع الإلكتروني